# 11754 Herbig
11754 Herbig este un asteroid din centura principală de asteroizi.

## Descriere
11754 Herbig este un asteroid din centura principală de asteroizi. A fost descoperit pe 24 septembrie 1960 la Observatorul Palomar de Cornelis Johannes van Houten, Ingrid van Houten-Groeneveld și Tom Gehrels. Asteroidul prezintă o orbită caracterizată de o semiaxă mare de 2,88 ua, o excentricitate de 0,06 și o înclinație de 1,1° în raport cu ecliptica.